# Закон про захист шлюбу
Закон про захист шлюбу (англ. Defense of Marriage Act, коротко DOMA, офіційно Public Law No. 104-199, 110 Stat. 2419) - прийнятий 21 вересня 1996 федеральний закон США, який описує шлюб як правовий союз між чоловіком і жінкою і проголошує подружжям осіб різної статі. Проте, згідно із законом, жодна адміністративна одиниця не зобов'язана визнавати союз двох людей однієї статі шлюбом і не зобов'язана дотримуватися їхніх шлюбних прав, навіть якщо їх шлюб офіційно визнаний в іншій державі або іншому штаті США. Був частково скасований рішенням Верховного суду США.

## Зміст закону
Закон вносить зміни до Кодексу Сполучених Штатів Америки, доповнюючи його новими параграфами: 1 USC § 7 і 28 USC § 1738C. Основний текст закону містить три наступні статті:

#### Стаття 1. Коротка назва.
Цей закон може іменуватись «законом про захист шлюбу».

#### Стаття 2. Повноваження, що надаються штатам.
Жодний штат, жодна територія та жодне володіння Сполучених Штатів та жодне індіанське плем'я не зобов'язані визнавати закони або судові постанови інших штатів, територій, володінь чи племен, які проголошують шлюбом союз двох людей однієї статі, а також надавати таким спілкам будь-які прав.

#### Стаття 3. Визначення шлюбу.
У будь-якому визначенні законодавчих актів Конгресу, а також будь-якого судового рішення або припису адміністративних установ та агентств Сполучених Штатів під словом «шлюб» розуміється виключно правовий союз між чоловіком і жінкою як чоловік і дружина, а слово «дружини» відноситься лише до осіб різної статі, одна з яких є чоловіком, а інша — дружиною.

## Прийняття закону
Відповідно до десятої поправки та 8-го абзацу 1-ї статті Конституція США, до компетенції Федерації не входить правотворчість у галузі сімейного права (наприклад, визначення шлюбу); цим мають займатися штати безпосередньо. 1993 року Вищий суд штату Гаваї (справа Baehr v. Lewin) ухвалив, що штат не може без вагомих причин забороняти одностатеві шлюби. 1996 року суд першої інстанції ухвалив, що запропоновані штатом Гаваї підстави не виправдовують заборону на одностатевий шлюб. І хоча це рішення ще не набрало законної сили, прихильники виняткового права на шлюб для гетеросексуалів стривожилися, оскільки 1-й абзац 4-ї статті Конституції США наказує штатам визнавати закони інших штатів та держав. Таким чином, «Закон про захист шлюбу» було запропоновано до розгляду до Конгресу США.
У голосуванні 10 вересня 1996 року за законопроект висловилися 85 сенаторів, проти — 14, утрималася від голосування 1 особа. У Палаті представників Конгресу США за закон також проголосувала більшість (342 проти 67).
21 сентября 1996 года закон был подписан президентом США Биллом Клинтоном. В официальном заявлении главы Белого дома говорилось: «На протяжении всей моей жизни я боролся с дискриминацией любого рода, включая дискриминацию против геев и лесбиянок… Сегодня я подписываю закон о запрете однополых браков… Уже долгое время я противлюсь однополым бракам и данный закон последователен с моей позицией».
Таким чином, «закон про захист шлюбу» набрав чинності за 8 років до того, як у штаті Массачусетс у 2004 році було вперше в історії США легалізовано одностатеві шлюби.

## Наслідки дії закону для одностатевих пар

### Укладання одностатевих шлюбів у збройних силах
Після скасування армійської доктрини «Не питай, не кажи» військове відомство США дозволило військовим капеланам укладати одностатеві шлюби на військових базах або поза військовими базами в тих штатах, де вони легалізовані. Згідно з циркуляром Пентагону, капелани можуть відмовитися від проведення церемонії у разі, якщо це суперечить їх переконанням. Проте, укладений шлюб не визнаватиметься міністерством оборони, сказано в заяві Пентагону, оскільки Федеральний уряд США не визнає одностатеві шлюби, що, крім усього, не дозволяє гомосексуальним військовослужбовцям отримати такі права та пільги як, наприклад, спільне проживання на військовій базі або медичні пільги для сімей військовослужбовців, ні будь-які інші пільги, пов'язані з одруженням.

### Імміграційні права
З правом на реєстрацію шлюбу чи спілки також тісно пов'язане право на імміграцію. Так, тільки в США близько 36 000 пар розділені територіально, оскільки федеральне імміграційне законодавство, дотримуючись букви Закону про захист шлюбу (Defence of Marriage act), не визнає одностатеві шлюби або союзи. До рішення Верховного суду США про визнання третьої частини Закону неконституційною навіть у штатах, які легалізували одностатеві шлюби, пари жили в побоювання депортації партнера.

### Проблема розлучення одностатевих пар
Однією із проблем, пов'язаних із одностатевими шлюбами, є отримання розлучення у тих штатах, де одностатеві шлюби не визнаються. Відповідно до законодавства, розлучення можна оформити лише за місцем проживання, у зв'язку з чим одностатеві пари, які уклали шлюб у штатах, що дозволяють це зробити, стикаються з проблемою оформлення розриву відносин, якщо постійно проживають у штатах, які не легалізували одностатеві шлюби. Так, наприклад, судді штатів Техас, Оклахома і Род-Айленд відмовили в шлюборозлучному позові одностатевим парам, посилаючись на конституційне визначення шлюбу у відповідних штатах і мотивуючи свою відмову також тим, що розлучення — своєрідне визнання одностатевого шлюбу. Гетеросексуальні пари не стикаються з подібними обмеженнями за аналогічних обставин.

### Діти в одностатевих парах
У США близько 2 млн дітей виховуються в одностатевих парах. Згідно з доповіддю «Питання про дітей: Як юридична та соціальна нерівність завдає шкоди сім'ям ЛГБТ», у зв'язку з тим, що одностатеві шлюби не визнані на федеральному рівні, одностатеві сім'ї сплачують більше податків і не мають рівного доступу до страхування здоров'я та урядових програм, спрямованих на сім'ї. У 31 штаті важко відстояти факт батьківства одностатевого партнера у разі смерті одного з подружжя або розлучення, внаслідок чого дитина опиняється в уразливому становищі.

## Рішення Верховного суду (2013)
Щодо цього закону було подано кілька позовів щодо його дискримінаційного характеру. 27 березня 2013 року Верховний суд США заслухав справу United States v. Windsor, в якому заперечувалась конституційність «Закону про захист шлюбу». Президент Барак Обама у 2011 році ухвалив рішення не захищати цей закон у суді; його конституційність, однак, почала відстоювати Палата представників, контрольована консервативною Республіканською партією. Із закликом скасувати закон виступив і екс-президент Білл Клінтон.
26 червня 2013 року Верховний суд США ухвалив рішення у справі «Вінзор проти США», ухваливши, що одностатеве подружжя має ті ж права за федеральним законодавством, що й різностатеве. П'ятеро з дев'яти суддів Верховного суду висловилися за неконституційність статті 3 «Закону про захист шлюбу», який затверджує шлюб як виключно союз чоловіка та жінки. За скасування закону проголосували судді Ентоні Кеннеді, Рут Бейдер Гінзбург, Стівен Г. Брайєр, Соня Сотомайор та Олена Каган.
Дане рішення Верховного суду визнає неконституційність дискримінації одностатевих подружжя порівняно з різностатевими у питаннях пільг, допомог та оподаткування. Однак на наступні два роки це рішення залишило низку питань, у тому числі чи повинні федеральна влада визнавати одностатеві шлюби в тих штатах, в яких вони не реєструються. Стаття 2 закону, яка дає право штатам не визнавати одностатеві шлюби з інших штатів, не була скасована і формально вона все ще чинна, але після рішення Верховного суду 26 червня 2015 року у справі «Обергефелл проти Ходжесу», яке зобов'язало владу всіх штатів укладати та визнавати одностатеві шлюби, це становище де-факто не діє.

## Пропозиції скасування
З 2009 року до Конгресу вносилися законопроекти про відміну ЗОЗБ (усі під назвою «Respect for Marriage Act» — «Закон про повагу шлюбу»), але вони не були винесені на голосування. Поточний законопроект має підтримку 44 (зі 100) сенаторів та 150 (із 435) членів Палати представників.

## Позови щодо визнання положень закону антиконституційними
- - Gill v. Office of Personnel Management
  - Massachusetts v. United States Department of Health and Human Services
  - Pedersen v. Office of Personnel Management
  - United States v. Windsor